# 虚ノ少女
『虚ノ少女』（からのしょうじょ）は、2013年2月8日にInnocent Greyより発売されたPC用18禁アドベンチャーゲーム。2015年10月30日に「MangaGamer」より英語版『Kara no Shojo - The Second Episode』、2020年8月28日に一部キャストを変更したリマスター版『虚ノ少女《NEW CAST REMASTER EDITION》』が発売された。
『殻ノ少女』シリーズの第二作。内容的には同ブランドの処女作『カルタグラ 〜ツキ狂イノ病〜』から連続している。タイトルの読みが第一作と同じ「からのしょうじょ」であるため、区別の際には「殻2」「ウロ」が通称とされる。昭和32年12月から翌1月にかかる時期を舞台する「現代編」の合間に、昭和10年代中頃から第二次世界大戦終戦直後にかかる時期を舞台とする「過去編」が挿入される構成となっている。「過去編」に登場するキャラクターのほぼ全員が「現代編」にも登場するため、立ち絵の数が非常に豊富である。
なお体験版は本編には含まれない前日談となっており、『殻ノ少女』終盤から本編直前までの真崎智之や、転校直後の茅原雪子の様子、紙園繭殺害事件の模様などを描いた内容になっている。

## ストーリー
富山の山奥にある、「ヒンナサマ」と呼ばれる神を崇める人形集落。支那事変の最中という社会情勢の不穏さとは縁遠いこの集落で、土地の名家・雛神家の跡取り息子である少年・理人は仲間たちと退屈ながら平和な日々を過ごしていた。十数年ぶりに「ヒンナサマ」の使いである「天子」が現れ正式な祭が催されることになった年の冬、理人は親戚の祠草家に客として訪れた少女・砂月と出会い、いつしか恋仲となる。しかし砂月や仲間たちと祭を楽しんだ日の翌朝、集落の住民・川瀬幸子が吊るされた上に腹部に土人形を入れられた惨殺死体で発見され、住民たちは「ヒンナサマの祟り」であると噂した。非協力的な集落住民たちを前に警察の捜査が難航する中、今度は砂月が四肢を切断された死体となって発見され、呆然となる理人。まもなく太平洋戦争勃発によって捜査は打ち切りとなり、二つの殺人事件の真相は有耶無耶となってしまう。
時は流れて昭和32年12月、探偵・時坂玲人は、二年近く前に誘拐され行方不明のままの朽木冬子を探し続けていた。警察からの依頼で二件の「吊るした遺体の腹部に土人形を入れる殺人事件」の調査を開始した玲人は、第一の事件の容疑者であった男・真崎智之を助手として事件解明に乗り出す。玲人と智之は捜査を進める内、古い因習にとりつかれた人々と、彼らに人生を翻弄された子供たちを巡る因縁に巻き込まれていく。

## 設定
人形（ひとがた）集落
富山県西礪波郡の某村に属する、人口数百人の山間の集落。「ヒンナサマ」と呼ばれる神を崇めている。現在は近郷の村の一部に過ぎないが、かつては単独で「人形村」と呼ばれていた。一応麓の町から集落までバスは通っているが、冬季には積雪によってバスが集落に辿り着けなくなる事態になることもある。主産業であった農業と養蚕もすっかり廃れ、雛神家が興した雛神製薬からもたらされる富に頼りきりになっている。元は江戸時代初期に前田氏の家臣であり、改宗を拒否して追放された祠草家某姫とその実兄・雛神某が興した隠れキリシタンの里である。
雛神家
祠草家と共に人形集落を支配する庄屋の家柄。戦後になっても未だ住民からは領主と看做され恐れられている。代々近親婚を慣わしとしており、長女を秘密裏に祠草家に預けて「天子」として育て、跡継ぎの妻に迎えている。「ヒンナサマの祟り」と称して行われる殺人の主犯である。
祠草家
雛神家と共に人形集落を支配する祭祀を司る家柄。代々祠草神社の宮司を務める。神社は集落の規模に比してかなり立派な造りであるが山の上にあり、集落から境内へはかなりきつい石段を登らなければならず、普段は人気が無い。神社では毎年3月3日に祭が催され舞が奉納されるが、「天子」が存在する期間の祭のみが「正式な祭」とされる。なお集落の住民の中にも誤解している者が多いが、祠草神社が祀っているのは雛神家と祠草家の氏神であり、「ヒンナサマ」ではない。
ヒンナサマ
人形集落で崇められている神。雛神家と祠草家、両家の氏神の間に産まれたとされる。御神体は集落の墓場から採取された土で作った胎児を模した人形で、雛神家の神棚に祀られている。「正しく祀れば願いを叶え、誤って祀れば祟る」という言い伝えがある。集落では大昔から、「ヒンナサマの祟り」と称して雛神家に都合の悪い住民を抹殺してきた。
天子（みこ）
「ヒンナサマ」の使いで、祠草神社で舞を奉納し宣託を授けるとされる少女。雛神家の長女が秘密裏に祠草家で養育され「天子」となり、数年間「天子」を務めた後に雛神家跡継ぎ（実の兄弟）の妻となる。存在が公開された際には遠方から集落を訪れた「お客様」として紹介され、祠草家の縁戚を装うため祠草姓を名乗るのが通例。「ヒンナサマの祟り」と称して行われる殺人で直接手を下す役割を担っているが、歴代の「天子」の中にはその行為に耐えられず精神を病んでしまう者もいた。
雛神製薬
近代になって雛神家が興した会社。初めは富山ローカルの企業であったが、現在は東京にも進出している。風邪薬から向精神薬まで幅広く扱っており、人形集落の住民には自社製品を無料で提供している。戦前から新薬の開発のため、集落住民や「白百合の園」の孤児などを用いてインフォームド・コンセントを無視した人体実験に近い違法な治験を行い続けており、多数の死者を出している。
天恵会
織部時国が設立した「千里教（旧天恵ノ会）」の後継宗教団体。「千里教」の解散後に行き場がなくなった信者たちを救済することを目的とする。代表である織部自身は真面目な宗教家であるが、一部の幹部信者とその手先が教団を隠れ蓑に悪事を働いている。
白百合の園
「天恵会（旧千里教）」が運営していた孤児院で、雪子・雪緒・小羽・未散（皐月）は一時期ここで共に暮らしていた。昭和27年に孤児の集団自殺が発生、責任者の春原若葉が自殺して閉鎖となった。実態は雛神製薬の協力のもとで孤児たちに違法な薬物を投与し、教団の象徴となる「宣託の御子」候補と、それに従順に従う信者を養成するための施設だった。八木沼の調査により、集団自殺は人体実験の事実を隠蔽するための大量殺人だった可能性が浮上してきている。

## 登場人物
「現代編」を基準に記述する。

### 時坂探偵事務所関係者
時坂 玲人（ときさか れいじ）
声 - 高橋がならない / 髭内悪太（REMASTER版）
主人公の一人。新宿に事務所を構える私立探偵で、紫の兄。大正15年生まれ。約二年前に誘拐され行方不明となった冬子を探し続けつつ、人探しや警察の下請けをしている。妹が助けた住所不定無職の真之（理人）を助手として雇い、こき使う。表面には出さないが、年月が経ちながら冬子の手掛かりを全く見付けられていないことに暗澹としており、杏子との刹那的な情交に慰めを見出している。地方に飛ばされた（左遷ではなく栄転であるらしい）友人の刑事・魚住夾三から譲られたワーゲンを乗り回しているが、運転技術は絶望的で同乗者を恐怖に陥れる。ミーハーな面もあり、新規発行された百円銀貨を入手するため朝早くから銀行で行列に並んだり、改訂された旧札を「そのうち価値が上がるかも知れない」と保存しようとしたりしている。
時坂 紫（ときさか ゆかり）
声 - かわしまりの
玲人の妹で、櫻羽女学院高等部一年。美術部員。少々おっとりしたところがあるものの、時坂家の家事を仕切るしっかり者である。井の頭公園で倒れていた智之（理人）を偶然見つけ、救急車を呼んでその一命を救った。クラスメイトの小羽・雪子や後輩の歩とは特に仲が良く、自宅に招いて泊まらせることもある。虫好きは更に度が進んで、自作弁当の素材の大部分が虫という段階に到達しており、友人から兄に苦情が行く事態になっている。約二年前の事件で友人知人が多数犠牲になったことから、身近な人間の安否に対して過敏に反応する。また兄と杏子の関係に気付いており、肉親ゆえに女の体で兄を慰められないことを歯痒く感じているが、せめて帰る家を守ることで尽くそうと決心している。なお櫻羽女学院には元々中等部にも高等部にも美術部は無く、どちらの美術部も紫が創設したものである。
雪子に羨望され「取り込みたい人間」の対象とされ殺されかかるが、彼女が未散（皐月）との対話で自我を取り戻したため難を逃れる。自責の念にかられた雪子の自殺を体を張って阻止し、警察に連行される彼女に対しこれからも変わらぬ友情を誓った。
真崎 智之（まさき ともゆき）
声 - 道出翔（ゲーム本編）/ 河村眞人（REMASTER版）
主人公の一人。大正15年生まれ。東京の画廊で働いており、朽木病院で短期間ながら西藤環（六識命）に精神の治療を受けていた。西藤環（六識命）が逮捕された後も朽木病院に通院していたが、担当の看護婦・繭が殺害される事件が発生し、彼女と最後に会った人物であると推定されたことから犯人として逮捕されてしまう。警察から依頼を受けた探偵・玲人の調査のおかげで釈放されたものの、勾留中に仕事を解雇されてしまい、人生に嫌気がさし身辺整理をした上で井の頭公園で手首を切り自殺を図るが、倒れているところを偶然通りかかった紫によって発見され病院に運ばれ、駆けつけた玲人からの輸血で一命を取り留めた。仕事も住む所も無くなってしまっていたため、助手兼事務所の留守番として玲人に雇われ、時坂探偵事務所の一員となる。物腰は基本的に穏やかで、同い年の玲人はもとより年下の紫たちにも敬語で接する。頭が悪いわけではないが若干間が抜けており、口数が少ない割りに失言が多い。戦地で軍用車両を運転していたことはあるが、乗用車の運転免許は持っていない。
本名は雛神理人。復員後、人形集落へ帰郷した折に伯母に当たる小夜を殺害して東京へ逃亡、戦地で病死した戦友「真崎智之」の名を騙って戸籍を偽造し、潜伏生活を送っていた。朽木病院で精神治療を受けていたのは、殺人の罪悪感に苛まれたためである。玲人の助手として働く内、殺されたと思っていた恋人の砂月（理子/冬見）が生きていたこと、彼女との間に娘がいることが判明して生きる喜びに目覚め、自殺を阻止してくれた紫に対し多大な恩義を感じるようになる。砂月（理子/冬見）や彼女の養女・雪子が関わっていた天恵会を巡る事件が解決した後も「雛神理人」には戻らず「真崎智之」として生き続けると決め、同じように「茅原冬見」として生きる決断をした砂月（理子/冬見）とは恋仲には戻らず、親しい友人として関係を再構築した。なお以前から因習に囚われた雛神家を継ぐことを拒否し出奔していた身だが、「ヒンナサマの祟り」事件解決後、祖父・秀臣の危篤に際して人形集落を訪れた際に、彼から正式に勘当されている。「雛神理人」として生きていた頃の詳細は後述。
なお道出翔が声優業から引退したため、2016年8月発売のドラマCD以降の作品では河村眞人が演じている。
雛神 理人（ひながみ あやと）
声 - 国分浩一郎
秋弦と理花との間に産まれた息子で、花恋の双子の兄。実際には秋弦の弟・弓弦と理花との間に生まれた息子であり、血縁上は尚織の異母弟、砂月（皐月）の異父弟に当たる。仲間内での愛称は「リヒト」。人形集落を支配する大家・雛神家の跡取り。尚織・めぐり・憂とは幼馴染で仲が良く、花恋を含めた5人でいつも一緒に遊んでいた。一族に纏わる因習については詳しく聞かされておらず、将来の集落の支配者という自覚に欠けていた。良家の子息らしく世間知らずで、いささか幼稚な面もある。祠草家の客として集落を訪れていた砂月（理子/冬見）と恋仲になるが、彼女が殺害されてしまった（実際に殺されたのは理子ではなく皐月の方であったが）ことで自暴自棄となり、死地を求めて軍に志願し集落を離れる。フィリピンで終戦を迎え復員して集落に戻るが、砂月（皐月）が殺害された事件を調べる内に、伯母の小夜が母・理花や砂月（皐月）の四肢を保存し慰み物にしていることを突き止め激昂、彼女を絞殺してしまい、以降は身上を偽って逃亡生活を送る。

### 天子
祠草 砂月（しぐさ さつき）
声 - 野月まひる
昭和10年代中頃に天子となるべく東京から人形集落にやって来たとされる少女。集落では縁戚の祠草神社に滞在し、長らく天子の代理を務めていた小夜から教えを受けていた。非常におとなしく世間知らずで、慣れない土地では外出の際にもおっかなびっくりであったが、偶然出会った理人（智之）と彼の友人たちと親しくなり、度々遊ぶようになる。やがて理人（智之）と恋仲になるが、天子を迎えた祭からしばらく後のある朝、四肢を切断され祠草神社参道の鳥居に吊るされた遺体となって発見された。東京都四谷区に住み、両親は祠草光男・良子であると語っていたが、警察の捜査により住所も両親も実在しないことが判明した。
正体は天子に影武者がいることを隠蔽するために作られた虚像で、皐月と理子という声も外見も瓜二つな二人が入れ代わり立ち代り一人の少女を演じていた。雛神家で理人（智之）・花恋と共に祭の準備の手伝いをしたり、祭の夜に祠草神社で舞を奉納したりしていたのが皐月で、集落で立ち往生していたところを理人（智之）に背負って送ってもらったり、祭の夜に境内で理人（智之）らと舞を見たりしていたのが理子である。二人の詳細は後述。
皐月（さつき）
故人。秋弦と理花との間に産まれた娘で、天子。理人（智之）の許婚であるが、血縁上は彼の異父姉に当たる。叔母に当たる影武者の理子とは外見が生き写しのようにそっくりだった。将来の天子としてその存在は秘匿され、幼い頃より祠草家で養育されていた。一緒に育てられた理子との関係は良好だったものの、彼女が自分を騙して理人（智之）と契りを交わしたことを知って嫉妬に狂い、理子を殺して彼女と理人（智之）の関係を我がものにしようと襲いかかるが、抵抗にあい逆に殺されてしまった。その後、遺体は小夜によって四肢を切断された上で祠草神社参道の鳥居に吊るされた。
理子（あやこ）
秀臣と小夜との間に産まれた娘で、天子・皐月の影武者。皐月より数日遅れて生まれた。血縁上は秋弦の異母妹、理人（智之）・花恋の叔母に当たる。姪に当たる天子・皐月とは外見が生き写しのようにそっくりだった。皐月の身代わりとして「ヒンナサマの祟り」（殺人）を実行するためだけに生を受け、育てられてきた。皐月が歩むであろう人生に羨望しながらもあくまでもその影に徹する覚悟であったが、理人（智之）と出会って恋心を抱き自分だけの思い出が欲しいと思うようになり、皐月を騙して彼と契りを交わした。これを知り逆上した皐月に襲われるが、抵抗して逆に彼女を絞め殺してしまう。身を案じた賢静によって密かに東京へ逃がされるが、既に理人（智之）の子を身篭っていた。集落から逃れて以降は「茅原冬見」の項を参照。
茅原 冬見（かやはら ふゆみ）
声 - 桧鶴まき
雪子の養母。天恵会が運営する保育園「若葉園」の責任者だが、信者ではない。とても明るく明け透けな性格で、男性や娘たちを下ネタでからかったりする。喫茶店「月世界」の常連の一人で、杏子とは親しい友人。最近塞ぎ込みがちな雪子の様子に、自分が実の母ではないせいかも知れないと悩んでいる。
本名は祠草理子、かつて「砂月」と名乗っていた少女の片割れである。血縁上は、雪子は従妹に当たる。人形集落から東京へ逃れた後、当時産科医だった六識命の助けを借りて「茅原冬見」の戸籍を取得、理人（智之）との間に出来た女児を産んで「皐月」と名付けた。しかし精神状態が不安定だったため産まれて間もない皐月を殺してしまいそうになり、手元に置いていては危険だと考え彼女を孤児院へ預けたが、施設の閉鎖により消息が分からなくなってしまう。我が子を殺しかけた事で後に六識命によって人格矯正治療を受け別人のように朗らかな性格になったため、智之（理人）も彼女が砂月（理子）だとは気付かなかった。精神状態が安定した後も実子を捨てたことに罪悪感を抱き続けており、孤児を育てれば罪滅ぼしになるかも知れないと思い「天恵会」から雪子の養育を引き受けた。雪子には並々ならぬ愛情を注いでおり、彼女が「天恵会」によって連れ戻され「宣託の御子」の座についた折には、落ち込んで何も手につかない状態になった。雪子を養育した報酬として「天恵会」から莫大な額の現金を与えられており、当初は「金が欲しくて育てたのではない」と返却するつもりだったが、八木沼のアドバイスを容れて「若葉園」を買い取ったり、友人・杏子の借金を返済するためなどに使った。玲人らの事件捜査に関わる内に、「未散」と名を変えられていた娘・皐月と巡り合い、和解を果たす。なお人形集落で暮らしていた頃、祭の日に理人（智之）に買ってもらった髪留めは、雪子に譲っている。

### 櫻羽女学院生徒
朽木 冬子（くちき とうこ）
声 - あじ秋刀魚
六識命の妹・美砂の娘で、千鶴の養女。二年前、櫻羽女学院中等部在学中に友人・紫の兄・玲人と交際していたが、学校から帰宅する途中で交通事故にあい、入院中の朽木病院から間宮心爾（葛城シン）によって二重誘拐され行方不明となっている。四肢と内臓の一部を失っているため、余命は長くないと推定されていた。
交通事故にあった時点で玲人の子を身篭っており、誘拐された後に尚織によって保護され、彼が住居としていた甲府山中にある雛神製薬所有の山荘に意識不明のまま匿われ、出産のための延命処置を受けていた。尚織の驚異的な医療技術により何とか持ち堪えていたが、昭和31年11月6日に心停止に陥り、緊急に行われた帝王切開手術により女児を出産するが、自身は死亡した。遺体は山荘の裏手に埋葬され、死亡から約一年後に玲人らによって白骨化した状態で発見された。産まれた女児は尚織・菜々子の養女として育てられており、日中は冬見（砂月/理子）の「若葉園」に預けられていたが、菜々子の逮捕の直前に尚織によって連れ去られ行方不明となっている。
茅原 雪子（かやはら ゆきこ）
声 - 歩サラ
紫の友人で、冬見（砂月/理子）の養女。櫻羽女学院高等部一年。同い年の紫や小羽を遙かに凌ぐ豊かな乳房の持ち主。本編の一ヶ月ほど前に櫻羽女学院へ転入してきたが、引っ込み思案で人見知りする性格なためクラスに馴染めずにいたところ、紫の気遣いにより彼女や小羽と親しくなっていく。後に紫に誘われて美術部に入部し絵を描く楽しみに目覚めた。元々は孤児であり、小羽と同じ孤児院で過ごしていたが、施設の閉鎖後に冬見（砂月/理子）に引き取られた。子供の頃の記憶のほとんどを失っており、睡眠時に失った記憶と思われる悪夢に悩まされている。重度の偏食で、白飯と蒲鉾くらいしか好んで食べられるものがない。前の学校で行動を共にしていた親友・白山美恵が列車に轢かれて死亡し、「雪子が殺した」という噂が広まってしまったため、転校を余儀なくされた。
祠草美智男と織部静との間に産まれた娘で、雪緒の双子の妹。血縁上は育ての親である冬見（砂月/理子）は従姉、『カルタグラ 〜ツキ狂イノ病〜』に登場した祠草時子は異母姉に当たる。祠草の血を受け継ぐ子であることから、将来の教団の象徴「宣託の御子」候補として「白百合の園」で養育されていた。相手を傷付けることでしか感情を示すことが出来ず、好意を抱いたり憧れたりした相手を殺害し「取り込み（対象の殺害後、自身の人格が対象の人格を模倣したものに変異する）」、その事を忘れてしまうという精神障害を患っている。園で兄を殺害した後は彼の人格を模倣して明るく活発な性格になっていた。そのため、前の学校で白山美恵という友人に憧れられていた。彼女が跨線橋で雪子と共に無理心中しようとしていたが、抵抗にあい自分だけが線路に落として死んだ。殺害していなくても、櫻羽女学院に転入してきた頃の雪子は彼女の人格を模倣していた。更に「託宣の御子」として天恵会に入ってからは代表の織部を殺害して彼の人格を模倣、自信に満ちて毅然とした話し方をするようになった。自身が殺人を犯したことを自覚しておらず、雪子本来の人格も兄を手にかけたショックで消え失せていたが、未散（皐月）との対話で自我を取り戻して全てを思い出し、自殺を図る。しかし紫に阻止されて諭され、警察に身柄を拘束された。
雪緒（ゆきお）
声 - 杉原茉莉
雪子の双子の兄。「白百合の園」で雪子・小羽・未散（皐月）らと暮らしていたが、明るく誰からも好かれる人柄であったため、雪子に「取り込みたい人間」の対象にされてしまい殺害された。
鳥居 小羽（とりい こはね）
声 - 杏花
紫の友人で、櫻羽女学院高等部一年。一貫校である櫻羽女学院へは高等部からの途中入学で、紫とは始業式の日に教室で席を間違えたことがきっかけで知り合い仲良くなった。美術部員だが絵は描かず部室でだらだらしている。雪子とは幼馴染であり、彼女の兄・雪緒に好意を抱いていた。勉強はさぼりがちだが頭は良く、即興で次々に折句を作ることが出来る。裏表のない性格で直接的な物言いをするため、発言によって意図せず他人を傷付けたり追い詰めたりしてしまうことがある。元々は孤児であったが、年をとって子供がいなかった鳥居夫妻に養女として引き取られた。
実母・吉野ミドリは秋弦の愛人の一人で、血縁上は理人（智之）・花恋の異母妹に当たる。近親婚を慣わしとする雛神家によって自身の知らぬうちに理人（智之）の配偶者候補に選ばれるが、玲人らによって花恋が拘束されたため難を逃れた。子供時代を「白百合の園」で過ごしており、そこでの経験から耐え難い出来事を自覚なく無かったことにしてしまうという記憶障害を患っている。園で雪緒の死亡を聞かされていたにもかかわらず、彼の死を受け入れられず生きているものと思い込み、「周囲の人間が自分を雪緒に会わせないようにしている」と被害妄想に陥っていた。しかし後に友人たちの支えを得て現実を受け入れられるようになる。なお、養父母は既に死亡している。
佐東 歩（さとう あゆむ）
声 - 柚木かなめ
紫の友人で、櫻羽女学院中等部三年。剣道部員。以前に美術部に所属する友人・西園唯を通じて知り合った紫たちと仲が良い。年齢の割りに体格が良く、既に成人男性と同程度の身長になっている。二年前の事件で玲人の活躍を目の当たりにして探偵に憧れ、玲人の助手を自称しており、新たに玲人に雇われた智之（理人）を後輩と認識している。玲人と警察に協力し、囮となって花恋を誘き出し彼女の逮捕に貢献した。

### 雛神家
雛神 花恋（ひながみ かれん）
声 - 椎名カレン
人形集落出身者で、理人（智之）の双子の妹。秋弦の娘。仲間内での愛称は「おヒナ」。現在は集落を出て東京の雛神製薬事業部で働いており、社長秘書兼営業を務めている。昔からブラコン気味で、兄に近づく女性には敵意をあらわにする。少女の頃には都会に憧れており、父に頼んで流行の婦人雑誌を買ってきてもらうなど、ませていた。
弓弦が兄・秋弦の妻・理花に産ませた娘で、血縁上は尚織の異母妹、砂月（皐月）の異父妹に当たる。雛神家の慣わしを知ってから兄の妻になれる天子に憧れを抱いており、「砂月」亡き後の時期天子候補に選ばれ喜々として修行に励んでいたが、生まれつき子供が出来ない体であることが判明し天子となる望みは潰えてしまう。その後兄への思慕が偏執的なものとなり、「自分が妻になれないのなら他の誰とも結婚させない」として、兄の婚約者候補となった繭・みずき・めぐり・由果（彼女のみ誤認）を次々と「ヒンナサマの祟り」を装って殺害した。五人目の候補者・小羽をも殺そうとするが、玲人と警察の仕掛けた罠にはまり逮捕された。
雛神 秀臣（ひながみ ひでおみ）
声 - 真木将人
雛神家の当主で、理人（智之）・花恋の祖父。雛神製薬会長。集落の厳然たる支配者であり、その意向に逆らえる者はいない。近年は癌を患い、会社を長男・秋弦に任せ自宅で臥せっている。理人（智之）に妻を取らせ家を継がせようと、色々画策している。
慣わしに従い実の姉妹である天子・真理子を妻に迎え、理花・秋弦・弓弦をもうけた。威厳のある姿とは裏腹に女好きで、実の姪である小夜に理子（砂月/冬見）を産ませている。戦前は新薬開発のために違法な人体実験を行い、隠蔽のための殺人にも関与していた。長く病床にあったが昭和33年1月中頃に危篤状態となり、駆けつけた玲人と智之（理人）を前に短時間意識を取り戻して集落に纏わるいくつかの事実について語った後、「煉獄で罪を償う」と言い遺し息を引き取った。
雛神 真理子（ひながみ まりこ）
声 - 藍川珪
秀臣の妻で、理花・秋弦・弓弦の母。血縁上は秀臣の姉妹に当たる。砂月（皐月）の先々代の天子。集落の因習を守り抜こうという意識が非常に強い。孫娘・花恋が集落で「ヒンナサマの祟り」を装い由果を殺害した際には、「ヒンナサマを守るため」と称して証拠物である土人形を持ち去り隠滅した。
雛神 秋弦（ひながみ しずる）
声 - 鎌倉大樹
秀臣の長男で、理人（智之）・花恋の父。雛神製薬の社長を務める。家庭や会社での威厳のある姿とは裏腹に女にだらしがないという一面があり、若い頃から妻・理花の親友である小夜に毛嫌いされていた。父母の意向には逆らえず理人（智之）の縁談を進めていたが、無理にでも家を継がせようとまでは考えていなかった。年子の弟・弓弦とは外見がよく似ており、仲は良好。文字によっては判別が困難なほど字を書くのが下手である。
多数の愛人と隠し子がいる。血縁上は、妻・理花は実の姉妹、めぐり・憂・小羽・繭・みずきは実の娘である。また理人（智之）・花恋は実子ではなく、甥・姪に当たる。戦前から雛神製薬が密かに行っていた新薬の人体実験や、これを隠蔽するための殺人「ヒンナサマの祟り」に直接関与している。身内を大切にする一方で、違法な薬品を投与されたことで重篤な副作用を発した愛人の抹殺を指示するなど、冷酷な面もある。八木沼の調査により現在も人体実験を行い続けていたことが発覚し、警察に身柄を拘束された。
雛神理花（ひながみ りか）
故人、享年22。砂月（皐月）の先代の天子。秋弦の妻で、皐月・理人・花恋の母。秀臣と真理子との間に生まれた長女であり、血縁上は秋弦の姉妹に当たる。雛神家の慣わしにより将来の天子（雛神家後継者の妻）として、祠草家で密かに養育されていた。時折奇抜な行動をするものの小悪魔的な魅力に満ちた女性で、男性の弓弦はおろか女性である小夜までも虜にしていた。天子としていくつかの「ヒンナサマの祟り」（殺人）を遂行したが、その行為によって神経を磨り減らしていった。天子の役目を終えた後に許婚であった秋弦に嫁ぐ。理人（智之）・花恋を産んで間もない頃に夫の愛人であった財前恵子を嫉妬から殺害、直後に自殺した。世話役であった従妹に当たる小夜とは祠草家の蔵で暮らしていた頃から仲が良く、自身の存在が公にされた後も親友の間柄だった。
桐村 由果（きりむら ゆか）
声 - 桜川未央
母の代から住み込みで雛神家に仕える女中。理人（智之）・花恋よりもいくつか年下である。働き者で雛神家の面々からの信頼が厚く、理人（智之）・花恋と同様にお年玉を与えられたり、家内で行われる季節行事に一緒に参加したりと、ほとんど家族の一員として扱われていた。昔から真面目な性格で、少女の頃に花恋たちから婦人雑誌の際どい記事を見せられた際には酷く動揺し、「健全なものを読むべき」と説教を始めるほどだった。
雛神家の血筋ではないため理人（智之）の妻になる資格がなかったにもかかわらず、秋弦が汚い字で書いた理人（智之）の配偶者候補リストにあった「ユウ」という名前を「ユカ」と読み間違えた花恋によって理人（智之）の配偶者候補と誤認され、「ヒンナサマの祟り」を装い殺害されてしまった。

### 祠草家
祠草 賢静（しぐさ けんせい）
声 - 馬並硬太
未夜の夫（入り婿）で、夜宵の父。祠草神社の宮司を務める。昭和30年に知命（50歳）を迎えた。穏やかで優しい性質の持ち主で、実母・小夜から道具としてしか見てもらえなかった理子（砂月/冬見）に対して暖かく接し慈しんでいた。十数年前に殺人を犯してしまった理子（砂月/冬見）を集落から逃がしたが、その後消息不明になった彼女のことを心配している。また、集落の若い世代が「ヒンナサマ」に纏わる因習を受け継ぐことに否定的である。
祠草 未夜（しぐさ みや）
声 - 井村屋ほのか
賢静の妻で、夜宵の母。由光と理緒子の長女。賢静よりも2歳年下。夫とは似た者夫婦であり、実母・小夜から道具としてしか見てもらえなかった理子（砂月/冬見）に対して暖かく接し慈しんでいた。少女の頃には、妹の小夜と交替で天子の代理として祭で舞を奉納していたことがある。
祠草 小夜（しぐさ さや）
声 - 小倉結衣
故人、由光と理緒子の次女。姉・未夜とは対照的に冷然とした女性で、独身。少女の頃から未夜と交替で天子の代理として祭で舞を奉納しており、「砂月」の先代の天子が亡くなった後にも「砂月」が現れるまで代理を務め、以降は「砂月」の世話役となった。戦後は年齢的な理由から代理を退き、花恋を後継者として教育していた。理人（智之）・花恋の母である理花とはとても仲が良く、彼女が女たらしの秋弦に嫁ぐことをよく思っていなかった。
理子（砂月/冬見）の実母。少女の頃に祠草家の蔵で暮らしていた天子・理花の世話役を務め、彼女に対して歪んだ愛情を抱いていた。理花が殺人という天子の役目に耐えられなかったことから、代わりに殺人を実行する影武者を作ろうという母・理緒子の案を容れ、次代の天子となる理花の娘を守るためだけに伯父に当たる秀臣を篭絡して娘を産み、理花から一字取って理子（砂月/冬見）と名付けた。養育を任された皐月には理花の子であることから過度の愛情を注ぐ一方、実子の理子（砂月/冬見）を皐月を守る道具としてしか見ず、母親らしいことは何一つしなかった。異常な性癖の持ち主であり、理花の死後その墓を暴いて遺体から四肢を切断して保存、また皐月の遺体を発見した際にも彼女の四肢を切断して保存し、これらを玩びながら自慰にふけっていた。戦後集落に戻り「砂月」殺害事件の調査を始めた理人（智之）に隠していた四肢を発見され詰問された際、自身のその異常な性癖を語り、恋人(砂月)のみならず母親の遺体まで玩ばれた事に激怒した理人（智之）によって絞殺された。雛神家の後継者が殺人を犯したことを隠蔽するため、病死として処理されている。
祠草 夜宵（しぐさ やよい）
声 - 御子神猫
第二次大戦中に生まれた、賢静と未夜の長女。秀臣の危篤を理人（智之）に知らせるため、東京を訪れた。時折方言が出る純朴な田舎娘で、都会の喧騒に恐れおののく。遠方の学校に通うため下宿しており、普段は人形集落には住んでおらず、集落の因習についてもほとんど知識が無い。冬見（砂月/理子）は従姉に当たる。
祠草 由光（しぐさ よしみつ）
声：鎌倉大樹
故人。未夜・小夜の父で、生前は宮司を務め秀臣と共に恐れられる存在だった。義兄弟である秀臣とは互いにライバル心を燃やし合っており、よく妻たちに宥められていた。「過去編」にのみ登場。
祠草 理緒子（しぐさ りおこ）
声 - 草村ケイ
故人。由光の妻で、真理子の妹。雛神家から祠草家に嫁いだ。かつては天子だった姉の影武者を務めていたこともあり、実兄・秀臣と実子・小夜との間に生まれた理子（冬見）を、天子・皐月の影武者として育てることを発案した。「過去編」にのみ登場。
祠草 美智男（しぐさ みちお）
故人、由光の長男。大正の頃に集落から姿を消し、東京で故郷の信仰をアレンジした宗教団体「天恵ノ会」を設立した。当初は真面目に宗教活動を行っていたが、やがて堕落して金と女に溺れるようになり、愛人の一人である織部静に産ませた娘が雪子である。終戦直後、有島一磨と上月由良に教団を乗っ取られ、殺害されている。

### 黒矢家
黒矢 創（くろや そう）
声 - 馬並硬太
人形集落で唯一の病院である黒矢医院の院長。文弥・千鶴の母方の祖父に当たる。秀臣や由光と同年代ながら、未だ矍鑠とした老人である。集落の同世代の住民の多くが因習に執着しているのとは異なり、若い世代に集落の因習が受け継がれることを良しとしていない。菜々子が黒矢医院で働いていた頃はよく彼女の尻を触り、説教されていた。
黒矢 弓弦（くろや ゆづる）
声 - 山本兼平
創の長女・千景に婿入りした秋弦の弟で、尚織の父。黒矢医院で医師をしており、専門は精神科だか内科と外科も修めている。兄とは外見はよく似ているが内面は正反対で、真面目な性格。医大を出た後集落に戻って来ない尚織については、連れ戻そうという考えはない。
血縁上は理花は実の姉妹、理人（智之）・花恋は実子に当たる。真面目な性格であったにもかかわらず、兄の許婚・理花に魅了されてしまい後に理人（智之）・花恋を産ませた。
黒矢 千景（くろや ちかげ）
故人。弓弦の妻で、尚織の母。病弱であったため、予定を前倒ししてまだ学生だった許婚の弓弦を婿に迎え、秋弦と理花が結婚した頃には尚織を身篭っていた。尚織を産んで間もなく亡くなった。
黒矢 尚織（くろや なおり）
声 - 真山中吾
弓弦と千景の長男で、理人（智之）・花恋の従兄。「天恵会」の嘱託医。仲間内での愛称は「尚ちゃん」。少年の頃は理人（智之）たち集落の子供たちのリーダー的存在だった。終戦直後に医大を卒業し小児科医となる。その後も集落へは戻らず雛神製薬の研究所や孤児院などに務めた後、現在は「天恵会」に雇われている。信者ではないが、「天恵会」代表の織部を尊敬している。またかつて実家の病院で働いていた看護婦の菜々子とは半同棲のような生活をしており、引き取った孤児を育てている。東京で「天恵会」を調査していた理人（智之）と偶然に再会し、戦争を挟んで十数年も会っていなかったにもかかわらず一目で彼だと気付いた。
血縁上は理人（智之）・花恋の異母兄に当たる。雛神製薬の研究員を経て「白百合の園」に勤務するが、孤児たちの集団死が発生し、これがトラウマとなり「子供を守りたい」という執着を抱くようになった。経緯は不明だが、逃亡中の間宮心爾（葛城シン）を殺害して冬子を保護し、甲府山中の山荘にて医療処置を施し母体を出産まで持ち堪えさせた。冬子が産んだ女児を子供が出来ない体であった菜々子に預け、養育を任せた。また、菜々子が父・銀次を殺害したことに気付いた際には、その死体遺棄に協力した。菜々子が空木殺害容疑で逮捕される直前、彼女から託された冬子の子と共に姿を消し、行方不明となっている。

### 朽木病院関係者
朽木 文弥（くちき ふみや）
声 - 機知通
朽木病院の院長で、千鶴の兄。尚織の従兄弟に当たり、母・千里の実家である黒矢家を介して雛神家とも縁戚である。少年の頃に千鶴の療養に付き添い人形集落の黒矢家で世話になっていたが、その時期に妹と関係を持ち妊娠させている。元は外科医を志していたが、集落滞在中に利き手である右手の中指・薬指・小指の一部を切断する大怪我を負ったため断念し、内科医となった。傷を隠すため、いつも右手には手袋をはめている。
朽木 千鶴（くちき ちづる）
声 - 葉村夏緒
文弥の妹で、冬子の養母。趣味は写真撮影。少女の頃、療養のため兄に付き添われて人形集落の黒矢家で世話になっていたことがある。その時期に兄と関係を持って身篭るが、白血病の治療のため流産し、子供が出来ない体となってしまった。その後、気落ちしていたのを見かねた祖父・靖匡の世話で「親愛修女会」で暮らしていた孤児の冬子を養女に迎えた。行方不明になっている冬子のことは既に死んだものと諦めており、未だに捜索に固執し続けている玲人のことをあまりよく思っていない。
白崎 未散（しろさき みちる）
声 - 井村屋ほのか
朽木病院の精神科に入院している少女。紫や雪子と同年代。左目は義眼で、自傷癖があり両手首にはリストカットの痕がいくつもあり、首には何かで強く圧迫された痣がある。コミュニケーション能力に乏しく普段は片言しか喋らないが、「キャロル・ミュー・ダグラス」と名付けた兎のぬいぐるみを持っており、このぬいぐるみに人格を転化することで流暢に喋り始めるという、解離性同一性障害をもつ。「白百合の園」に預けられていた孤児であったが、「天恵会」の信者であった白崎家に引き取られた。しかし精神状態があまりにも酷かったため、すぐに朽木病院へ入院させられ、以降は放置されている。以前はすぐに暴れて手のつけられない状態であったが、担当となった小春のおかげで安定し、ある程度は他者との人間関係も築けるようになった。小春を慕っており、自傷発作時にも彼女がなだめると比較的すぐに落ち着く。
理人（智之）と砂月（理子/冬見）との間に産まれた娘で、本名は「皐月」。産まれてまもなく実の母である冬見（砂月/理子）によって絞め殺されそうになり、安全のため「白百合の園」に預けられ、この経験が精神の不安定の根源となっている。「白百合の園」では雪緒・雪子の兄妹や小羽と仲が良かったが、ある日雪子が雪緒を殺して「取り込む（殺害後に人格が変化する）」様子を覗き見してしまい、恐怖のあまり自ら左目を潰し、「キャロル」という別人格を作り出してこれらの記憶を分離した。かつて六識命によって精神治療を受けており、その際に生みの母の詳細について聞かされていたため、朽木病院で出会った冬見（砂月/理子）が実母であることにはすぐに気付いた。冬見（砂月/理子）に対するわだかまりは既に無く、雪子が紫を「取り込む」べく連れ去った際には、「お母さんのために雪子ちゃんを助ける」と言って救出に向かう玲人らに同行した。事件解決後は、白崎家を出て冬見（砂月/理子）の「若葉園」に引き取られる予定となっている。
山ノ内 小春（やまのうち こはる）
声 - 香澄りょう
朽木病院に勤める産婦人科医。精神科の西藤環（六識命）が逮捕された後は、臨時に精神科患者の面倒も看ており、智之（理人）や未散を担当している。落ち着きが無くすぐに暴れる未散に辟易しながらも忍耐強く接し続け、彼女の精神状態をある程度安定させることに成功、「小春ちゃん」と呼ばれ慕われるまでになっている。詳細は不明だが、過去に心神喪失状態で我が子を殺したことがある。
沢城 菜々子（さわしろ ななこ）
声 - 篠原ゆみ
人形集落出身者で、朽木病院に勤める看護婦。戦前は黒矢医院で看護婦をしており、尚織とも親しかった。戦後、父・銀次と共に集落を離れて東京で暮らしていたが、偶然に尚織と再会し、半同棲のような生活をする間柄となっており、引き取った孤児を育てている。
集落で暮らしていた戦前から父・銀次から性的な調教を受け、売春を強要されており、父による陵辱の結果、子供が出来ない体になってしまっている。冬子が産んだ子を引き取るために邪魔な父を殺害、尚織の協力を得て死体を遺棄している。また、かつて「砂月」が現れた年の祭の夜に自分を買った空木と偶然「天恵会」で再会し、忘れかけていた憎悪が再燃、過去の売春を尚織に秘密にする代わりに肉体関係を迫ってきた空木を病死に見せかけて殺害した。冬子が産んだ子供を引き取って育てていたが、逮捕される直前に尚織に預けている。
沢城 銀次（さわしろ ぎんじ）
声 - 越雪光
菜々子の父。人形集落に住んでいた頃は鉱山技師をしていたが事故で片足を失い、後は投機などで博打的に生計を立てていた。非常に凶暴な男で、娘の菜々子を性的に調教し、彼女を集落にやってきた余所者に抱かせることで荒稼ぎしていた。戦後は菜々子と東京へ移り暮らしていたが、約一年前に彼女によって殺害された。
紙園 繭（かみぞの まゆ）
声 - 優稀澪
故人、享年25。朽木病院の精神科で働いていた看護婦。二年近く智之（理人）の担当をしていた。同僚の菜々子から見合い話を持ちかけられていたが、断っていた。母の遺品の中から出てきた、智之（理人）によく似た男性が写る古い写真について彼に尋ねようと自宅を訪れた日の翌朝、腹部に土人形を入れられ吊るされた遺体となって発見された。
母・ツバキは秋弦の愛人の一人で、血縁上は理人（智之）・花恋の異母妹に当たる。近親婚を慣わしとする雛神家によって理人（智之）の配偶者候補に選ばれ、縁談を知った花恋によって殺害された。見合い相手と自分が思いを寄せている智之（理人）が同一人物であるとは知らなかった。なお本編では既に故人であり他のキャラクターの発言などに言及があるのみだが、体験版では智之（理人）と関わりあう生前の様子が描かれている。

### 捜査関係者
八木沼 了一（やぎぬま りょういち）
声 - 原田友貴
警察庁の警視（後に警視正）。管理官として警視庁捜査一課に出向中。相変わらず傲慢で嫌味な性格だが、警察組織内で目立つポストに就き始めたことから、以前のような犯罪紛いの無茶な捜査はしなくなっている。また止むに止まれぬ事情によって犯罪を犯してしまった者には、罪が軽減されるような供述の仕方を教唆するなど、情けをかけることもある。姉を手厚く看護してくれていた朽木病院には並々ならぬ恩義を感じている。
自身が幼少時に姉と共に虐待を受けた経験から、事情のある女性や子供には不器用な優しさを見せる。織部殺害の容疑で雪子が拘束された際には、心神喪失を認めさせるか、いっそ正当防衛をでっち上げて彼女の罪を軽減させようという考えであることを仄めかした。
高城 夏目（たかしろ なつめ）
声 - 一色ヒカル
通称「夏目さん」。監察医。玲人とは彼が警官だった頃からの友人。「高城医院」という個人病院を構えているが、医院の看板は「城」の字が消えてしまって「高　医院」になっている。玲人曰く「入った患者は生きて出て来ない病院」。性欲の権化のような女性だが、今作ではその痴態を見ることは出来ない。
高城 秋五（たかしろ しゅうご）
夏目の弟で、七七の兄。元警官の探偵で、玲人とは警察時代の元同僚・友人である。現在は妻・和菜の実家である逗子の上月家で妻子共に暮らしているが、過去に関わった因縁浅からぬ「千里教」事件について調査を続けている。友人たちへの娘自慢が度を超して酷い。電話口での声のみで登場、クレジットは無し。
高城 七七（たかしろ なな）
夏目と秋五の妹。現在は日本全国を放浪しつつあちこちの事件に首を突っ込み、探偵紛いのことをしているが、事件を解決しても何故かほとんど感謝されないらしい。電話口での声のみで登場、クレジットは無し。
蒼木 冬史（あおき とうじ）
声 - 森井花音
上野に事務所を構えるジャーナリスト。かつては上野を縄張りとする暴力組織「死の腕」の幹部であったが、裏稼業からは足を洗っている。いくつかの新聞社で働いたこともあるが、現在はフリーである。ジャーナリストと称してはいるものの、やっていることはほとんど探偵である。八木沼の依頼で「天恵会」について調査しており、玲人と協力する。事務所の壁には友人の高城和菜が主演した舞台『椿姫』のポスターが貼ってある。味噌には一家言ある。

### 天恵会
織部 時国（おりべ ときひろ）
声 - 野☆球
「天恵会」の代表。50代半ば。「天恵ノ会」の頃に祠草美智男の側近だった人物で、教団が乗っ取られ「千里教」となった際に失脚し、遠ざけられていた。誠実な宗教家であった頃の祠草美智男を理想としている真面目な男であり、「千里教」解散後に行く当てのなくなった信者たちが生活に困らぬようにと私財を投じて「天恵会」を設立した。精神的支柱を設けるべく「宣託の御子」として雪子を迎えるが、高潔な信念に憧れる雪子に羨望され「取り込みたい人間」の対象となり、若い世代に事後を託す言葉を遺して殺害された。なお末期癌を患っており、余命いくばくもなかった。
空木 圭吾（うつぎ けいご）
声 - 真木将人
「天恵会」の大幹部で、経理を取り仕切っていた。織部の真面目さにつけ込み、「天恵会」を隠れ蓑に金融業を営んだり雛神製薬と通じるなどして私腹を肥やしていた。かつて「砂月」が現れた年に人形集落を訪れており、祭の夜に菜々子を買って楽しんだが、皮肉にもその結果川瀬幸子殺害事件での菜々子の無実を証明することになった。「天恵会」で偶然に再会した菜々子に過去をバラすと脅して関係を迫ったため、憎悪が再燃した彼女によって殺害された。なお重度の痛風を患っていた。

### その他
六識 命（ろくしき まこと）
声 - Back麗男
八年前に起きた妊婦連続殺人事件・通称「六識事件」の犯人。「西藤環」の偽名で精神科医として朽木病院に勤めていたところ、二年前に逮捕され現在は警視庁に勾留されているが、黙秘を貫いている。かつて冬見（砂月/理子）・智之（理人）・未散（皐月）の精神治療に当たっていたことがある。
嵩宮 めぐり（たかみや めぐり）
声 - 吉川華生
人形集落の住民で、理人（智之）らの幼馴染。仲間内での愛称は「ぐり子」（本人は「めぐ」と呼ばれたがっている）。明るく活発な性格、おしゃれ好きで、田舎に似合わず垢抜けている。昔から理人（智之）に好意を寄せており、少女の頃に気持ちを伝えたことがあるが、彼は密かに砂月（理子/冬見）と交際していたため振られてしまった。理人（智之）の見合い相手に選ばれ、彼を探すため東京を訪れ時坂探偵事務所で偶然再会を果たす。未だに砂月（理子/冬見）を思い続ける理人（智之）の心情を思い、集落には「見付からなかった」と報告することにした。その後の滞在中は東京での観光を満喫していたが、数日後宿泊先のホテルで腹部に土人形が入れられ吊るされた遺体となって発見された。昔は仲間たちから江崎グリコのキャラメルのキャッチコピーに因んでよく「ぐり子は一粒で三百メートル走れる」とからかわれていた。
母は秋弦の愛人の一人であり、血縁上は理人（智之）・花恋の従姉妹に当たる。近親婚を慣わしとする雛神家によって理人（智之）の配偶者候補に選ばれる。当人たちに結婚の意志は無かったが、縁談を知った花恋によって「ヒンナサマの祟り」を装い殺害された。
二見 憂（ふたみ ゆう）
声 - 藍川珪
人形集落の住民で、理人（智之）らの幼馴染。仲間内での愛称は「若女将」。両親は既に亡く、祖母・良絵と二人で集落唯一の宿屋である二見旅館を切り盛りしている。めぐりと特に仲が良く、恋愛の相談にも乗っていた。尚織に好意を抱いていたが、気持ちは伝えられず仕舞いだった。
母は秋弦の愛人の一人であり、血縁上は理人（智之）・花恋の従姉妹に当たる。近親婚を慣わしとする雛神家によって理人（智之）の配偶者候補に選ばれるが、秋弦が書いた候補者リストの文字を花恋が読み間違えていたため、難を逃れた。
葉月 杏子（はづき きょうこ）
声 - 柚木かなめ
吉祥寺の喫茶店「月世界」のマスター。未亡人。玲人とは古い友人で、常連の冬見（砂月/理子）とも親しい。玲人とは同じように大切な人を失った寂しさを互いの体で慰めあう関係を、二年近く続けている。大人の女性に憧れる雪子に羨望され、「取り込みたい人間」の対象となり脇腹を刺され重症を負うが、何かよほどの事情があるに違いないと察し警察に届出をせず、また雪子を責めもしなかった。なお「天恵会」系列の金貸しに多額の借金があり窮地に陥っていたが、冬見（砂月/理子）が肩代わりしてくれたおかげで店を手放さずに済んだ。
戌亥 文治（いぬい ぶんじ）
声 - 巌蝉秋
富山県警の警部。戦前に妹・恵子が「ヒンナサマの祟り」で殺されてから人形集落に不審を抱き、その後の一連の「祟り」事件を執拗に捜査し続けている。戦後も既に時効を迎えた事件にこだわり続けているため、階級に合わぬ閑職に追いやられている。八木沼が扱いに困るほど頑固な男。
財前 恵子（ざいぜん けいこ）
故人。未亡人で、文治の実妹。夫を亡くして生活に困っていたところ、金ずくで囲われた秋弦の愛人の一人。夫・秋弦との関係を知り嫉妬にかられた理花によって「ヒンナサマの祟り」を装い殺害された。
川瀬 幸子（かわせ さちこ）
声 - 白月かなめ
故人。「砂月」が人形集落に現れた年の「ヒンナサマの祟り」の犠牲者。祭の翌朝に、腹部に土人形を入れられ吊るされた遺体となって発見された。
秋弦の愛人の一人。雛神製薬の違法な不妊治療薬を投与されていたが、子宮に重篤な副作用が生じたため、これを隠蔽するべく小夜・皐月・理子（冬見）によって「ヒンナサマの祟り」を装い殺害された。なお殺害指令を出したのは秋弦である。
高山 志信（たかやま しのぶ）
声 - 野☆球
人形集落の駐在、階級は巡査。40歳近い。昔からあまりやる気のない性格で、上官を前にした場合のみきびきびと働く。20代の頃は小夜に惚れ込んで贈り物をしたり神社関係の雑用をあれこれ引き受けるなど熱烈にアピールしていたが、全く相手にしてもらえなかった。
二見 良絵（ふたみ よしえ）
声 - 草村ケイ
人形集落の住民で、憂の祖母。二見旅館の大女将。雛神家への忠誠心が高く、泊り客の余所者たちを密かに監視し、その様子を雛神家へ報告している。
九鬼 犀造（くき さいぞう）
声 - 山本兼平
人形集落の住民で、村役場の出張所に勤めている。集落の子供たちからは雷親父として恐れられている。他の多くの住民と同様、余所者には排他的な態度をとる。
糸瀬 みずき（いとせ みずき）
故人、享年30。父は雛神製薬に勤めていた悟（故人）、母は香苗。天恵会の在家信者であったが、腹部に土人形が入れられ吊るされた遺体となって発見された。
母・香苗は秋弦の愛人の一人であり、血縁上は理人（智之）・花恋の異母妹に当たる。近親婚を慣わしとする雛神家によって理人（智之）の配偶者候補に選ばれ、縁談を知った花恋によって「ヒンナサマの祟り」を装い殺害された。
親父（おやじ）
声 - 機知通
上野駅前の屋台で美味くもなく不味くもないたこ焼きを売っている初老の親父。本名は荒田大作。殺人鬼のような面相である上に陰気な雰囲気を漂わせているため、ほとんど客が寄り付かない。気に入った客には色々とサービスしたりと、顔に似合わず気前が良い。またたこ焼きを買ってくれた客の住所を調べ、年賀状を出すなどマメな面もある。同ブランドの過去作品でもたこ焼きの他に怪しげな新商品を売っていたが、今作では登場する度に数々の多彩な新商品を並べている。

## 制作
恒例となっている出演声優オーディションは今作でも行われ、合格者の歩サラがヒロイン・茅原雪子役に決定した。歩は2023年アダルトゲーム雑誌「BugBug」とのインタビューの中で、当時所属していた事務所をやめてフリーランスになった時期だったと話している。歩によると、最初はテープオーディションで、性的なセリフはなかったという。その中に含まれていた「おかあさんがいつも嫌いな物ばかり入れてくる」というセリフについて、歩はどのようにも表現できると判断し、自分の解釈でセリフを録音して送ったところ、オーディションに受かり、その後InnocentGreyからこの時点でほぼ合格が決まっていたと知らされたと振り返っている。

更に今作ではボーカリストオーディションも行われ、優勝者の鈴湯が3曲あるテーマソングの内の1曲を歌っている。

## 広報
販売に関して、ミニコンサートやトークライブ、原画展など様々なイベントが催された。

## スタッフ
- 企画：Innocent Grey
- 原画・監督：杉菜水姫
- シナリオ：鈴鹿美弥
- CG統括：とよ
- 音楽制作：MANYO（Little Wing）
- ムービー制作：癸乙夜（Mju:Z）

## 主題歌
オープニングテーマ「月の虚」
作曲：MANYO、作詞：六浦館、歌：霜月はるか
エンディングテーマ「ソレノイド」
作曲：MANYO、作詞：六浦館、歌：霜月はるか
挿入歌「翡翠の美羽」
作曲：MANYO、作詞：六浦館、歌：鈴湯

## 関連商品

### サントラCD
- 「虚ノ少女 オリジナルサウンドトラック」（Innocent Grey、2013年2月8日発売） GUN-0025/27
  - フルサイズのテーマソング3曲とそれぞれのインストバージョン、音楽鑑賞モードに登録されない楽曲1曲を含む全59曲を完全収録した豪華3枚組の永久保存版サウンドトラック。

### ドラマCD
- 「時坂探偵事務所 FiLE.XX 冬のない季節（a season without winter）」（予約限定版に付属する）
- 「虚ノ少女 -天に結ぶ夢-」（Innocent Grey、2016年8月11日イベント先行発売、同年同月26日一般発売）
  - ゲーム本編の後日談と、歩サラによる『プルガトリオの羊』（ゲーム本編の限定版付属冊子に収録されていた掌編）の朗読を収録。